# Йозеф Бройер
Йозеф Бройер (на немски: Josef Breuer) е австрийски психиатър, чиито работи поставят основата на психоанализата.
Близък приятел и сътрудник на Зигмунд Фройд, Бройер е може би най-добре познат с работата си с Анна О (псевдоним на Берта Папенхайм), жена страдаща от симптоми на парализа, безчувственост и „смущения на зрението и речта“. Бройер установява, че симптомите намаляват или изчезват, след като тя му ги описва. Фройд и Бройер документират дискусиите си с Анна О., наред с други изследвани случаи, в тяхната книга от 1895 г. „Изследвания върху хистерията“.